# Komlan Mally
Komlan Mally, né le 12 décembre 1960, est un homme politique togolais. Il est Premier ministre du Togo du 6 décembre 2007 au 6 septembre 2008 (démission).

## Biographie
Komlan Mally, est préfet de la Préfecture de Wawa de mars 1996 à octobre 1999, et de la Préfecture du Golfe entre 2000 et 2006.
Membre du Rassemblement du peuple togolais (RPT) et de son comité central, il est ministre de la Ville dans le gouvernement du premier ministre Yawovi Agboyibo du 20 septembre 2006 au 6 décembre 2007.
Élu député de la Préfecture d'Amou le 14 octobre 2007, il est nommé Premier ministre le 3 décembre 2007 par le président Faure Gnassingbé.
N'arrivant pas à imposer son autorité sur certains ministres très proches du président, il fut remplacé seulement quelques mois plus tard par Gilbert Houngbo, le chef du PNUD en Afrique et supérieur hiérarchique de certains de ces ministres anciens fonctionnaires de l'ONU. Le 15 septembre 2008, il est nommé ministre d'État, ministre de la santé dans le gouvernement de Gilbert Houngbo.